# Spitalkirche zum Heiligen Geist (Schwäbisch Hall)

Altar und Kanzel der Spitalkirche zum Heiligen Geist in einer Aufnahme von 1907.

Die Spitalkirche zum Heiligen Geist oder Hospitalkirche in der Altstadt von Schwäbisch Hall ist ein profanierter Sakralraum im Gebäudekomplex des ehemaligen Haller Spitals. Der Kirchensaal wurde im Zuge des Wiederaufbaus der Hospitalgebäude, nach dem großen Stadtbrand von 1728, in den Neubau integriert und im Stil des Barock ausgestattet. Das Spital wurde von 1731 bis 1738 nach Plänen von Johann Ulrich Heim in seiner heutigen Form neu erbaut.
In einem Kunstführer von Eugen Gradmann aus dem Jahr 1907 wird die Hospitalkirche folgendermaßen beschrieben:
Es ist ein Saalraum mit flacher Gipsdecke und besitzt hohe Rundbogen- und kleine Rundfenster. An beiden Seiten des Kirchenschiffes befinden sich Gerüstemporen. Zur Innenausstattung gehört eine Wandkanzel mit figürlichen, teilweise vergoldeten, bronzierten Stuckaturen, die Petrus, Paulus und Engel darstellen. Davor befindet sich der Tischaltar mit schmiedeeisernem Brüstungsgitter. Auf dem Tisch befindet sich ein Ölgemälde, das das Abendmahl darstellt und darauf ein Kruzifix. Das Deckenfresko wurde von J. M. Roscher gemalt und zeigt den Himmel mit den Heiligen und der Kirchengeschichte, einschließlich der Reformatoren, in perspektiver Anordnung über einer Säulenhalle, die mit Musikanten ausgestattet ist. In acht Medaillons werden die Engel, Apostel und Evangelisten gezeigt.
Der Raum wurde 1964 zum Konzertsaal umgebaut und wird heute als barocker Festsaal für Veranstaltungen genutzt. Seit 2007 dient der Saal unter anderem auch als Veranstaltungsort für das JazzArtFestival.